# Holger Hagen
Holger Hagen (Halle, 27 de agosto de 1915-Múnich, 16 de noviembre de 1996) fue un actor cinematográfico, televisivo y de voz de nacionalidad alemana.

## Biografía
Nacido en Halle, Alemania, sus padres eran el historiador del arte y director de ópera Oskar Hagen y su esposa, la cantante de ópera Thyra Leisner. Hagen llegó el 4 de septiembre de 1924 a los Estados Unidos. Cursó estudios de arte dramático en la Universidad de Wisconsin-Madison, en Madison, debutanto como actor teatral en el circuito de Broadway.
Su hermana menor, Uta Hagen, fue también actriz. Él volvió en el año 1945 a Alemania como oficial del Ejército de los Estados Unidos. Hasta el año 1948 trabajó en labores teatrales y musicales para la Oficina del Gobierno Militar. Tras ello, Holger Hagen volvió a la interpretación, actuando en teatros de Fráncfort del Meno, Hamburgo, Berlín y Múnich.
A principios de los años 1950 empezó su extensa trayectoria como actor de voz. Dobló a actores como Richard Burton (¿Quién teme a Virginia Woolf?, entre otras cintas), James Garner (The Great Escape), William Holden (The Wild Bunch), Burt Lancaster (Confidencias (Retrato de familia en interior)), Dean Martin (Río Bravo), Marcello Mastroianni (8½) o Tony Randall (Our Man in Marrakesh). A lo largo de los años Holger Hagen trabajó en el doblaje de más de 200 películas, y al menos tantos papeles de series televisivas. En la serie estadounidense The Big Valley dobló a Richard Long, y en Star Trek: la serie original era el narrador de los créditos de apertura. En el documental ganador de un Premio Oscar Serengeti darf nicht sterben, de Michael y Bernhard Grzimek, y en Los animales son gente maravillosa, de Jamie Uys, Hagen fue narrador.
Holger Hagen siguió actuando en cine y televisión, además de su trabajo como actor de voz. En Der Hauptmann von Köpenick (1956) hizo un pequeño papel. Otras de sus películas fueron Man on a String (1960) y The Counterfeit Traitor (1962, con William Holden).
Hagen se casó en 1971 con la actriz Bruni Löbel, actuando ambos juntos varias veces, tanto en el teatro como en la televisión (por ejemplo en el episodio piloto de la serie de ZDF Das Traumschiff). Holger Hagen falleció en Múnich en el año 1996. Fue enterrado en Rattenkirchen, encontrándose su tumba junto a la de su esposa.

## Filmografía
- 1954: Drei vom Varieté
- 1955: Zwischenlandung in Paris
- 1955: Der falsche Adam
- 1956: El capitán de Köpenick
- 1957: Ein Leben für Zeiss
- 1957: Der ideale Untermieter
- 1958: Das Geld, das auf der Straße liegt (telefilm)
- 1958: Die Trapp-Familie in Amerika
- 1959: Dorothea Angermann
- 1959: Serengeti darf nicht sterben (documental)
- 1960: Man on a String
- 1960: Das Glas Wasser
- 1961: Toller Hecht auf krummer Tour
- 1962: The Counterfeit Traitor
- 1964: Das Fräulein an der Kasse (telefilm)
- 1965: Die Reise (telefilm)
- 1966: Gesellschaftsspiel (telefilm)
- 1966: Von uns – für Sie! (show TV), presentador
- 1967: Lobby Doll und die Sitzstangenaffäre (telefilm)
- 1968: Die Einladung (telefilm)
- 1969: Die Lederstrumpferzählungen (miniserie TV)
- 1971: Liebe ist nur ein Wort
- 1973: Arpad, der Zigeuner (serie TV), narrador
- 1973: Tatort (serie TV), episodio Tote brauchen keine Wohnung
- 1974: Los animales son gente maravillosa (narrador)
- 1977: Bailey's Bird (serie TV)
- 1977: Walter Hasenclever (telefilm)
- 1977: Polizeiinspektion 1 (serie TV), episodio Keine besonderen Vorkommnisse
- 1978: Der Alte (serie TV), episodio Die Sträflingsfrau
- 1978: Wer sagt mir, wer ich bin … (documental), narrador
- 1979: Timm Thaler (serie TV), narrador
- 1980: Nur der Name bleibt … Henry Miller – Erkenntnisse und Bekenntnisse (documental), narrador
- 1980: Berlin Alexanderplatz (serie TV)
- 1980: Derrick (serie TV), episodio Zeuge Yurowski
- 1981: Das Traumschiff (serie TV), episodio Bahamas und Jungferninseln
- 1984: Der Lehrer und andere Schulgeschichten (telefilm)
- 1986: Derrick (serie TV), episodio Das absolute Ende